# Израильско-мальтийские отношения
Израильско-мальтийские отношения — двусторонние международные политические, дипломатические, военные, культурные, торговые, экономические, исторические и настоящие отношения между Мальтой и Израилем.
У Мальты есть посольство в Тель-Авиве. Обе страны являются членами Союза для Средиземноморья.

## История отношений
В древности проживавшие на территории современного Израиля евреи имели отношения с филистимлянами, проживавшими на территории современной Мальты. Существуют археологические доказательства того, что евреи жили на Мальте в древности. В средние века еврейское население Мальты составляло примерно 1/3 от общего населения города Мдина, которая в то время была столицей.
В начале 1964 года Доминик Минтофф посетил Израиль и заявил, что отношения между странами станут более крепкими, особенно после того, как Мальта получит независимость. Йосеф Бург представлял Израиль на праздновании провозглашения независимости Мальты в сентябре 1964 года и подписал документ, устанавливающий формальные отношения между двумя странами.
В 1970 году директор европейского отдела израильского МИДа Йоханан Мероз провёл переговоры с мальтийским руководством и выразил удовлетворение тем, что Мальта придерживалась нейтральности в арабо-израильском конфликте. В начале 1972 года пресс-секретарь мальтийского правительства заявил, что у Мальты «прекрасные отношения» с Израилем, и что Мальта не согласится их испортить в обмен на финансовую помощь некоторых арабских стран. Доминик Минтофф поддерживал хорошие отношения с Израилем, но жаловался, что компания «ЦИМ» не использует мальтийские верфи для ремонта своих кораблей. В 1973 году премьер Минтофф организовал кампанию, во время которой жаловался на Израиль на международных форумах.
В октябре 1995 года на Мальте двумя киллерами был убит Фатхи Шкаки, основатель движения «Палестинский исламский джихад». Это убийство приписывают израильской спецслужбе «Моссад».
В апреле 2005 года заместитель премьер-министра и глава МИДа Израиля Сильван Шалом и министр иностранных дел Мальты Михаэль Френдо подписали соглашение о сотрудничестве в области здравоохранения и медицины между двумя странами. На церемонии подписания Шалом заявил, что соглашение позволит углубить сотрудничество между двумя странами, особенно в экономической сфере. Несмотря на это, у Израиля на тот период не было посольства в Мальте, а только отдел при посольстве в Риме, который занимался делами обеих стран.
В октябре 2013 года Джозеф Мускат, премьер-министр и лидер лейбористской партии Мальты впервые в истории посетил Израиль с государственным визитом. Он встретился с израильским президентом Шимоном Пересом и премьером Биньямином Нетаньяху. На встрече обсуждались двусторонние отношения, особенно в сфере здравоохранения и медицинских исследованиях, а также урегулирование палестино-израильского конфликта и мирное соглашение. В мальтийской делегации также участвовали в переговорах глава МИД George Vella, министр туризма Karmenu Vella, член парламента от лейбористской партии Charles Buhagiar и другие советники.
В феврале 2014 года почтовые службы обеих стран выпустили совместную почтовую марку в честь ознаменования 50-летия дипломатических отношений между двумя государствами, а также в честь общей истории — ордена рыцарей-госпитальеров, который был основан в Иерусалиме в Средние века.
В декабре 2015 года Израиль наложил на Мальту и 5 других государств ЕС санкции за поддержку решения о соответствующей маркировке товаров, произведённых в еврейских поселениях на Западном Берегу и Голанских высотах.
В декабре 2017 года Кармело Абела, министр иностранных дел и развития торговли Мальты посетил Израиль с официальным визитом и встретился с главой правительства Нетаньяху в Тель-Авиве. Абела заявил, что отношения его страны с Израилем «особенно прочны в торговой и культурной сферах». Он также встретился с Михаэлем Ореном, заместителем главы офиса премьер-министра, другими министрами и членами Кнессета, спецпосланником ЕС по Ближнему Востоку, а также членами мальтийской общины Израиля. В поездке по стране его сопровождала посол Мальты в Израиле Cecilia Attard-Pirotta. Кроме того, министр Абела посетил мемориальный музей «Яд ва-Шем».
В июне 2018 года Кармело Абела снова посетил еврейское государство. Он встретился с израильским премьером Биньямином Нетаньяху. По результатам встречи политики подписали меморандум о взаимопонимании и расширении совместной деятельности в сфере водных отношений между соответствующими органами и международными компаниями, а также обсудили вопросы миграции, противодействия терроризму и укрепления билатерального сотрудничества. По результат встречи (второй за 6 месяцев) в Тель-Авиве будет основана израильско-мальтийская торговая палата. Министр Абела также встретился с израильским министром регионального развития Цахи Ханегби, принял участие в подписании меморандума о взаимопонимании с мемориалом «Яд ва-Шем» и министром образования и занятости Мальты, а также прочитал лекцию в Хайфском университете.
В январе 2019 года Израиль посетила мальтийская делегация, возглавляемая президентом Мари-Луиз Колейро-Прекой. В рамках визита прошла встреча министров здравоохранения двух стран и было подписано соглашение о двустороннем сотрудничестве. Оно предусматривает сотрудничество в сфере предоставления медицинских услуг, обмен информацией в рамках международных форумов и уведомление о химических инцидентах.

## Торговые отношения
Торговые отношения между странами растут по экспоненте с 2010 по 2013 года. Так, в 2012 году Мальта экспортировала товаров в Израиль на сумму €84 млн, 80 % из которых — минералы и масла. Импорт из Израиля составил €99.6 млн.

## Туризм
Авиакомпания «Air Malta» открыла три рейса в неделю между Тель-Авивом и островом, что привело к росту туризма из Израиля в несколько раз.